# Anatolij Steiger

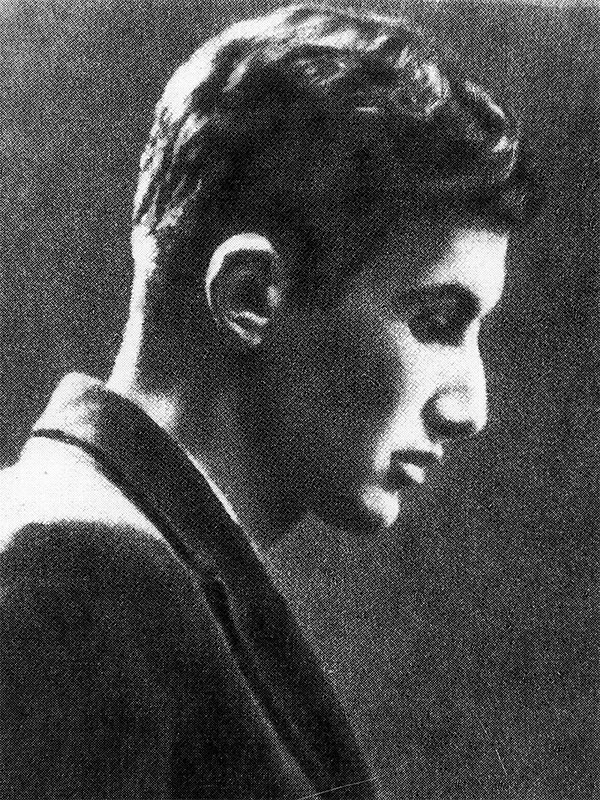
Anatolij Steiger

Anatolij Steiger (* 7. Julijul. / 20. Juli 1907greg. in Mykolajiwka bei Korsun-Schewtschenkiwskyj, Gouvernement Kiew; † 24. Oktober 1944 in Leysin in der Schweiz, auch Anatol von Steiger) war ein russischer Schriftsteller schweizerischer Herkunft. 

## Leben
Anatolij Steiger war der Sohn des Oberstleutnants (des Grafen Alexander I. Mussin-Puschkin) August Nikolaus Sergius von Steiger (1867–1937, russische Namensform Sergej Eduardowitsch Schtejger), und der Anna Petrowna Michajlowna (1882–). Die Familie von Steiger stammt ursprünglich aus Bern und wanderte im 19. Jahrhundert nach Russland aus. Steiger war aktiv im literarischen Leben des sogenannten „Russischen Paris“. Er gilt als Vertreter des Stils der „Pariser Note“. Seine Schwester, Alla Golowina, war ebenfalls Schriftstellerin und die Mutter von Sergius Golowin. Steiger litt an Tuberkulose und verbrachte lange Zeit im Sanatorium.
Georgi Adamowitsch schrieb über Steiger: „In seiner langen Schweizer Einsamkeit erklomm Stejger, ja schrieb sich hinauf, krank, hilflos, allmählich allem absagend, letztlich jeglich Hoffnung verlierend, bis zur Höhe seiner heutigen bitteren und reinen Worte. (...) Dieser ‚angeschossene Vogel‘ war hartnäckig, hatte eine große Willenskraft und den Mut, alles Verführerische abzuschütteln und seinem Tod auf jenem einzigen Pfad auszuweichen, auf dem er ihn erfassen konnte.“

## Werke
- «Этот день» (Ėtot den’, „Dieser Tag“) (1928),
- «Эта жизнь» (Ėta žizn’, „Dieses Leben“) (1931)
- «Неблагодарность» (Neblagodarnost’, „Undankbarkeit“) (1936)

Postum erschien 1950 die Ausgabe «Дважды два четыре» (Dvaždy dva četyre, „Zweimal Zwei ist vier“).
Deutsche Übersetzungen seiner Gedichte sind erschienen in dem zweisprachigen Band Dieses Leben. Gesammelte Gedichte, russisch und deutsch. Übersetzt, herausgegeben und eingeleitet (kurzer Lebenslauf) von Felix Philipp Ingold. Ammann, Zürich 2008, ISBN 978-3-250-10522-0.